# Thư mục (văn học)
Thư mục (tiếng Pháp: bibliographie) là danh sách các tác phẩm (hoặc các văn bản khác nhau của cùng một tác phẩm), được sắp xếp theo một trật tự nhất định với những chỉ dẫn cần thiết cho việc tra cứu chúng.
Các thư mục có thể được lập ra theo những nhu cầu và tiêu chí khác nhau: theo chủ để, theo tác giả, theo trật tự chữ cái,...